# Jens Knippschild
Jens Knippschild (Bad Arolsen, 15 febbraio 1975) è un ex tennista tedesco.

## Carriera
In carriera ha vinto un titolo 2 titoli di doppio. Nei tornei del Grande Slam ha ottenuto il suo miglior risultato raggiungendo i quarti di finale di doppio all'Open di Francia nel 1997, in coppia con il connazionale Karsten Braasch.
In Coppa Davis ha disputato un totale di 3 partite, ottenendo 2 vittorie e una sconfitta.

## Statistiche

### Singolare

#### Finali perse (1)
| Numero | Anno           | Torneo                                     | Superficie | Avversario in finale | Punteggio |
| 1.     | 16 luglio 2000 | Hall of Fame Tennis Championships, Newport | Erba       | Peter Wessels        | 6-7, 3-6  |

### Doppio

#### Vittorie (2)
| Numero | Anno              | Torneo                  | Superficie  | Compagno        | Avversari in finale                     | Punteggio     |
| 1.     | 15 luglio 2001    | Swedish Open, Båstad    | Terra rossa | Karsten Braasch | Simon Aspelin Andrew Kratzmann          | 7-6, 4-6, 7-6 |
| 2.     | 15 settembre 2002 | Romanian Open, Bucarest | Terra rossa | Peter Nyborg    | Emilio Benfele Álvarez Andrés Schneiter | 6–3, 6–3      |

### Doppio

#### Finali perse (1)
| Numero | Anno          | Torneo                      | Superficie  | Compagno        | Avversari in finale        | Punteggio     |
| 1.     | 5 maggio 1997 | BMW Open, Monaco di Baviera | Terra rossa | Karsten Braasch | Pablo Albano Àlex Corretja | 6-3, 5-7, 2-6 |